# سلوم أبو بكر
سلوم أبو بكر (بالإنجليزية: Salum Abubakar)‏ (26 أغسطس 1992 بتنزانيا - ) هو لاعب كرة قدم تنزاني في مركز الوسط. شارك مع منتخب تنزانيا لكرة القدم.

## وصلات خارجية
- سلوم أبو بكر على موقع قاعدة بيانات كرة القدم.إي يو (الإنجليزية)
- سلوم أبو بكر على موقع ناشيونال فوتبول تيمز (الإنجليزية)
- سلوم أبو بكر على موقع Soccerway.com (الإنجليزية)